# Карл Андреас Геєр
Карл Андреас Геєр (30 листопада 1809 — 21 листопада 1853) німецький ботанік.

## Біографія
Ще підлітком Геєр працював учнем-садівником у Цабельтіці, Майсен, а у 1830 році став асистентом у ботанічному саду Дрездена. З 1835 до 1844 року він провів ботанічні дослідження у декількох експедиціях на території Сполучених Штатів. У 1838-40 роках працював ботаніком у Верхньому Середньому Заході для географа Джозефа Ніколлета (1786–1843), а у 1841-42 збирав зразки рослин у Іллінойсі, Міссурі та Території Айова (англ. Iowa Territory) для ботаніка Джорджа Енгельманна (1809–1884).
Згодом він приєднався до дослідника Вільяма Драммонда Стюарта (1795–1871) у експедиції територією сучасних штатів Небраска та Вайомінг. Зрештою, Гейер розішовся зі Стюартом, і самостійно провів обширні ботанічні дослідження на території сучасного Орегону. У 1845 році він повернувся до Німеччини, купив землю в Майсені та заснував розплідник. У останні роки свого життя він був редактором садівничого журналу Die Cronik des Gartenwesens.
Ботанічна колекція Геєра обсягом майже 10000 примірників була придбана Королівськими ботанічними садами в К'ю.

## Почесті
Ряд видів рослин названі на честь К. А. Геєра, в тому числі Allium geyeri (цибуля Гейера) та Euphorbia geyeri (молочай Гейера).